# インスリノーマ
インスリノーマ(Insulinoma)とは、膵臓に発生する内分泌腫瘍の一種であり、インスリン(Insulin)の過剰な分泌を惹き起こす。大部分はランゲルハンス島B細胞由来の腫瘍である。80～90%が単発の良性腺腫であるが、転移を伴う悪性腫瘍も5%程度存在する。体尾部に発生することが多く、70～80%を占める。インスリノーマの切除に成功した最初の症例が報告されたのは1929年のことである。

## 疫学
膵内分泌腫瘍の発生頻度は膵腫瘍全体の1～3%と低いが、その中では最もよく見られるものがインスリノーマであり、そのうちの10%は多発性であり、悪性である。インスリノーマの年間発生率は100万人当たり1.4人で、年齢を問わず発生する。患者の約6割は女性である。インスリノーマは、内因性高インスリン症に関連する低血糖症の最も一般的な原因である。

## 病態生理
正常であれば、血糖が低下すると膵β細胞からのインスリン分泌が抑制され、グルカゴンを初めとする血糖値を上昇させるホルモンが分泌され、糖新生が刺激される。血糖値は通常、80～100mg/dLに維持されるが、この腫瘍がある限り、分泌抑制に異常があり、血糖が低下してもインスリンの分泌が続き、それに伴って低血糖症状を惹き起こす。

## 症状
インスリノーマにおいては、高インスリン血症に伴う形で、頭痛、複視、かすみ目、錯乱、異常行動、嗜眠、健忘症、発作、昏睡、発汗、脱力感、空腹感、振戦、吐き気、熱、不安、動悸がみられる。低血糖によって患者の身体活動量の低下や衰弱、倦怠感が報告されている。低血糖症およびそれに伴う形で、鬱病、めまい、意識喪失、てんかん発作、意識障害、脳卒中様症状、神経障害といった神経学的症状までも惹き起こされる。
インスリノーマにおいては、体重は減ることもあれば、増えることもある。2年間で体重が37㎏増加した症例がある。
体重増加は低血糖を解消するための過食が原因であることが指摘されている。

## 診断
ウィップルの三徴が認められ、他の空腹時低血糖を引き起こす疾患が除外されたときに疑う（ウィップルの三徴は血糖値#空腹時低血糖を参照のこと）。インスリノーマが疑われた後は以下によって診断が進められる。

### 機能診断
- 48時間または72時間空腹時血糖・インスリン検査[15]
- 長時間絶食することにより、内因性高インスリン症を検出し、再発性低血糖の原因として不適切な形で上昇したインスリンの分泌を検出できる手段となる[5]。

低血糖での血中インスリンを測定する。健常であれば血糖値に応じてインスリン分泌が変化するが、インスリノーマに罹患している場合は低血糖状態でも血中インスリン値（IRI）はほとんど変化しない。空腹時IRIが6μU/ml以上、またはIRIと血糖の比が0.3以上であった場合はインスリノーマが強く疑われる。
- インスリン分泌抑制試験

インスリンを投与し、Cペプチドの分泌抑制を調べる試験。Cペプチドはインスリンと同じモル数分泌されるため、インスリン投与後もCペプチド分泌が抑制されなければインスリノーマが疑われる。
- グルカゴン負荷試験

グルカゴンを投与し、血糖をあげることにより、インスリンまたはCペプチドの分泌抑制を調べる試験。

### 局在診断
- CT

ダイナミックCTで一般に高吸収像として撮影される。造影効果が乏しいインスリノーマもある。
- 血管造影

膵動脈の選択的造影により腫瘍が濃染像として得られる。しかし腫瘍によって描出限界があるため、確診されるのは65～70%程度である。
- 選択的動脈内刺激物注入試験（selective arterial calcium injection test, SACI test）

グルクロン酸カルシウムを胃十二指腸動脈、上腸間膜動脈、脾動脈から選択的に注入し、右肝静脈に留置したカテーテルで静脈血を採取しインスリン濃度を測定し腫瘍の局在部位を決める方法。感度は約100%。
- 経皮系肝門脈採血法（PTVS）

門脈、上腸間膜静脈、脾静脈の部位を少しずつ変えて採血し、インスリン濃度を検査し、濃度差によって腫瘍の部位を推測する方法。経肝的にカテーテルを挿入する。感度は高くない。

## 治療
- 対症療法

インスリノーマが発見され、頻回の低血糖で全身状態が悪化しているときは、経口あるいは経静脈にブドウ糖を補給させる。
2008年に日本でジアゾキシドが使用可能となった。手術切除が不能なインスリノーマ（肝転移など）に対する選択肢。
ソマトスタチン受容体陽性インスリノーマは少ないため、オクトレオチドの効果は期待できない。
- 外科手術

治療の第一選択。外科手術による切除は最適な治療法であり、取り除くことで寛解する。
- 化学療法

切除不能例や姑息手術例に対しストレプトゾトシンや5-フルオロウラシルを投与する。
- 肝動脈塞栓術（TAE）

肝転移巣に対して有効であるとされる。

## 予後
早期に診断・発見されることで外科手術を行い、腫瘍が切除されれば症状は消失する。
切除したあとでも再発するリスクがあるため、経過観察を要する。
切除後一時的に糖尿病状態となる。多くは2週間ほどで正常となる。インスリノーマを切除したあとの患者は低血糖症が無くなり、術前に体重が増加していた症例では、術後に減少したことが報告されている。